# Полов'ян Дмитро Едуардович
Полов'ян Дмитро Едуардович (* 1996) — військовик Збройних сил України, учасник російсько-української війни. Учасник Ігор нескорених-2023.

## З життєпису
Народився 1996 року в Квасилові Рівненської області. Працював на залізниці — локомотивне депо Здолбунів — бригадиром акумуляторного відділення. Займався дзюдо, кікбоксингом. До армії був непридатний, бо в нього була травма, але свого добився у військкоматі.
Служба в Збройних силах України для Дмитра розпочалася 17 березня 2022 року. Взяли з другої спроби — спершу військкомат відмовив через травму ноги. Вдруге пішов до військкомату, але не в чергу, а до людей, які відразу йшли воювати. Пройшов медкомісію, заповнив документи. А на роботі вигадав історію — наче перестріли з військкомату і дали повістку, і все. А у військкоматі попросив повістку, щоб завезти на роботу — щоб не вважалося ніби прогулював. Вчився на гранатометника, через місяць потрапив у десантно-штурмові війська — до 46-ї бригади.
Воював на Херсонському напрямку, проте перестав виходити на зв'язок 18 липня 2022-го. Під час одного з липневих бойових виходів зазнав важких поранень, тоді ж його взяли в полон. Під час бою йому влучили в грудну клітину, по ногах і хребту. У важкому стані опинився в російському полоні. Після майже трьох місяців у неволі в окупованому Криму — 13 жовтня 2022 року Дмитра й ще 19 військових звільнили. У полоні пробув з 20 липня до 13 жовтня 2022 року.
Після обміну в жовтні 2022 року саме спорт, за його словами, допоміг краще справлятися зі спогадами про травматичний період. На його повернення в Квасилові чекала мама Олена. Дівчина допомагала Дмитру реабілітуватися.
На Іграх нескорених-2023 здобув дві бронзові нагороди з плавання 50 метрів на спині. По тому на тій самій дистанції він виборов ще одну «бронзу» у другому фіналі брасом категорії ISB (передбачає участь спортсменів із ураженням нижніх кінцівок).
Вирішив повернутися до роботи на залізницю. Мама Олена Полов'ян працює провідником у моторвагонному депо Здолбунів регіональної філії «Львівська залізниця».
В березні 2024 року брав участь у змаганнях Повітряних Сил США «United States Air Force and Marine Corps Trials 2024».